# Король Кунгла
Коро́ль Ку́нгла (эст. Kungla kuningas) — персонаж эстонского народного эпоса «Калевипоэг». Упоминается в первой песне.

## Песнь первая
Прибытие Калева * Сальме и Линда * Свадьба
Кунгла — сказочная страна счастья где-то на севере. Король (в переводе В. Державина и А. Кочеткова — королевич) Кунгла в качестве пятого кандидата в женихи Линды прибывает к дому вдовы, вырастившей двух сестёр — Сальме и Линду:
Тут жених явился пятый,
Прискакал в воротам Ляэне
Славной Кунглы королевич —
О пятидесяти конях,
При шестидесяти слугах,
На коне золоторыжем, —
Линду он хотел засватать,
В жёны взять хотел тетёрку.
Братьям был по сердцу Кунгла,
Сёстрам был жених по нраву,
Линда лишь не захотела.
Крикнула она из бани,
Молвила она с подушек,
С пуховых — пустила слово:
— Злато я — нейду за Кунгла:
Мне не пара королевич.